# USS Constellation (CV-64)
El USS Constellation (CV-64) fue un portaaviones clase Kitty Hawk de la Armada de los Estados Unidos, el tercer buque en llevar ese nombre en honor a la «nueva constelación de estrellas» en la bandera de los Estados Unidos. Fue uno de los navíos más rápidos de la Armada, como lo demostró su victoria en una carrera de batalla celebrada en 1985, fue apodado «Connie» por su tripulación y oficialmente como «buque insignia de Estados Unidos». 
El contrato para la construcción del Constellation fue otorgado al astillero naval de Nueva York en Brooklyn, el 1 de julio de 1956, su quilla fue puesta en grada el 14 de septiembre de 1957. Fue botado el 8 de octubre de 1960, amadrinado por Mary Herter (esposa del secretario de Estado Christian Herter). El Constellation fue entregado a la Armada el 1 de octubre de 1961, y asignado el 27 de octubre del mismo año, con el capitán Thomas J. Walker al mando. En aquel momento, su coste de construcción fue de alrededor 264,5 millones de dólares. El Constellation fue el último portaaviones estadounidense que se construyó en un astillero distinto a Newport News Shipbuilding.

## Incendio durante la construcción
El USS Constellation fue fuertemente dañado por un incendio mientras estaba en construcción el 19 de diciembre de 1960. El portaaviones se encontraba en las etapas finales de la construcción en el astillero naval de Nueva York en Brooklyn, cuando inició el incendio.
El fuego se inició cuando un montacargas operando en la cubierta del hangar empujó accidentalmente su carga contra una placa de acero. La placa a continuación rompió el tapón de un tanque de 500 galones de combustible diésel que se derramó del contenedor alcanzando los niveles inferiores del buque. El combustible fue encendido tal vez por el soplete de un soldador y posteriormente se trasladó a un andamio de madera. Las llamas se extendieron rápidamente llenando los pasillos del buque con humo.
Le tomó 17 horas a los bomberos apagar el fuego, algunos de los cuales habían sido «llevados al borde del agotamiento», después de haber sido llamados a servicio durante el accidente aéreo de Park Slope tres días antes. Los bomberos salvaron cientos de vidas sin perder ninguno de los suyos, sin embargo, cincuenta trabajadores de los astilleros perecieron. Los grandes daños en el buque costaron 75 millones de dólares para ser reparados, y retrasaron la asignación de la nave por siete meses, dando lugar a un rumor de que el buque incendiado en Nueva York era el Kitty Hawk (CV-63) y el incendio provocó que la Armada cambiara los nombres y números de casco entre los dos buques gemelos que se estaban construyendo simultáneamente en distintos astilleros en estados separados. Un extracto de un artículo del New York Times, un día después del incendio, 20 de diciembre de 1960, se refiere al buque como USS Constellation.

## Retiro

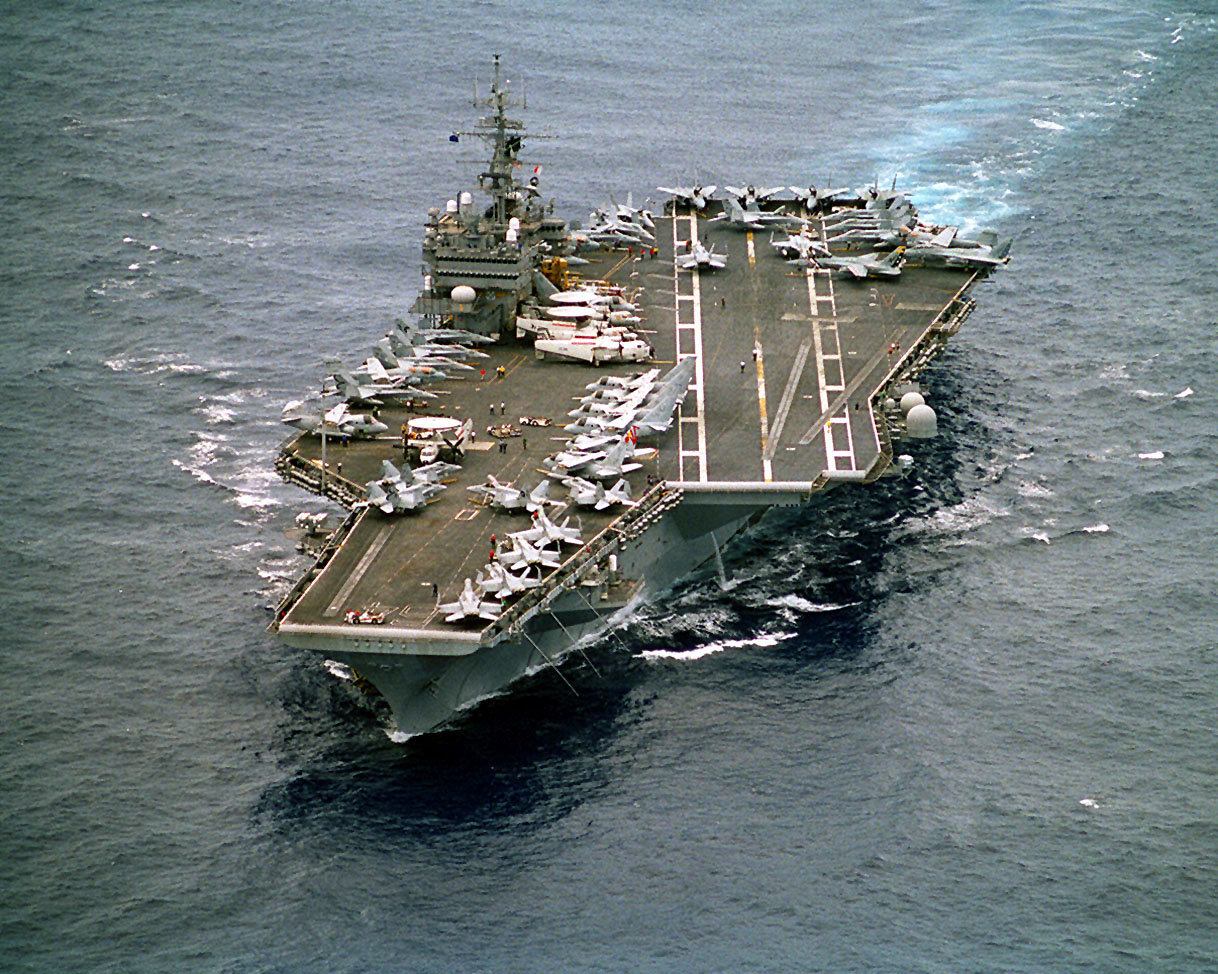
El USS Constellation en el océano Pacífico, 14 de abril de 1997

Después de 41 años de servicio activo, el USS Constellation fue dado de baja en la base aeronaval de North Island en San Diego, el 7 de agosto de 2003. El buque fue remolcado el 12 de septiembre de 2003 a la flota fantasma en las instalaciones navales de mantenimiento de buques inactivos de Bremerton, Washington. El 2 de diciembre de 2003, el barco fue retirado formalmente del registro del buques de la Armada. El Constelación estaba en la categoría X de la reserva, lo que significa que no recibía mantenimiento o conservación, y la única seguridad que se le facilitaba era contra incendios, inundaciones y hurto. La categoría X de la reserva se aplica a los buques que han sido retirados y están en espera para su eliminación mediante el desguace, la venta a países extranjeros, como un objetivo designado en un ejercicio a fuego vivo, memorial o donación.
En febrero de 2008, el Constellation fue programado para ser eliminado por desguace, junto con  el USS Independence.
A partir del 26 de enero de 2012 el Naval Sea Systems Command de la Armada publicó un aviso de licitación para el remolque y desmantelamiento completo de varios portaaviones CV-59/CV-63 en los Estados Unidos, para incluir a los Forrestal (CV-59), Independence (CV-62), y el Constellation (CV-64).
El Constellation fue desguazado en Brownsville, Texas en 2017.